# أ. جاي جونسون
أ. جاي جونسون (بالإنجليزية: A. J. Johnson)‏ هو لاعب كرة قدم أمريكية أمريكي، ولد في 22 يونيو 1967 في لومبوك في الولايات المتحدة.

## وصلات خارجية
- أ. جاي جونسون على موقع مرجع كرة القدم المحترفة.كوم (الإنجليزية)
- أ. جاي جونسون على موقع IMDb (الإنجليزية)